# Долгое (Киреевский район)

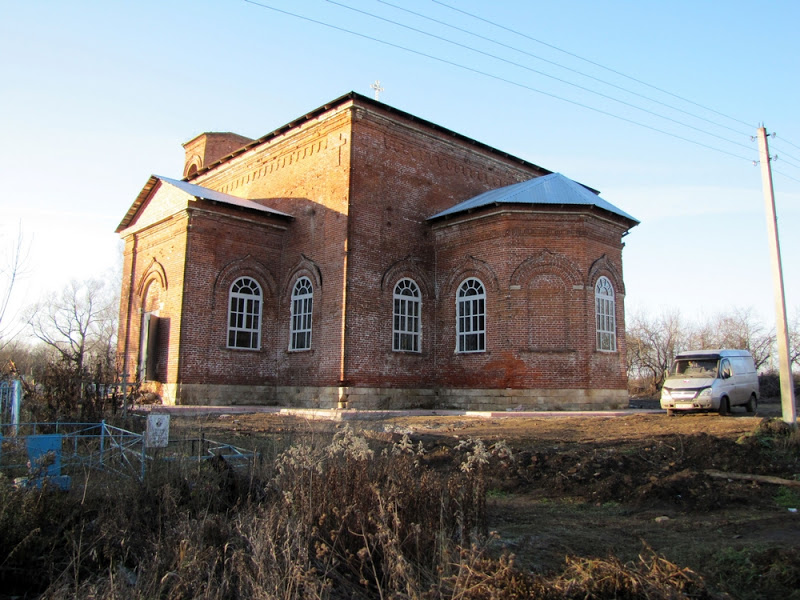
Церковь Воскресения Христова в селе Долгое, 2012 год

Долгое — село в Киреевском районе Тульской области России.
В рамках административно-территориального устройства входит в Подосиновский сельский округ Киреевского района, в рамках организации местного самоуправления включается в сельское поселение Бородинское.

## География
Расположено в центре района, на речке Дворянке, в 11 км к северо-западу от города Киреевска и в 25 км к юго-востоку от центра Тулы, на автодороге Тула — Липки. .

## Население
| 2002 | 2010 |
| ---- | ---- |
| 104  | ↗106 |

В настоящее время численность населения 75 человек.

## История

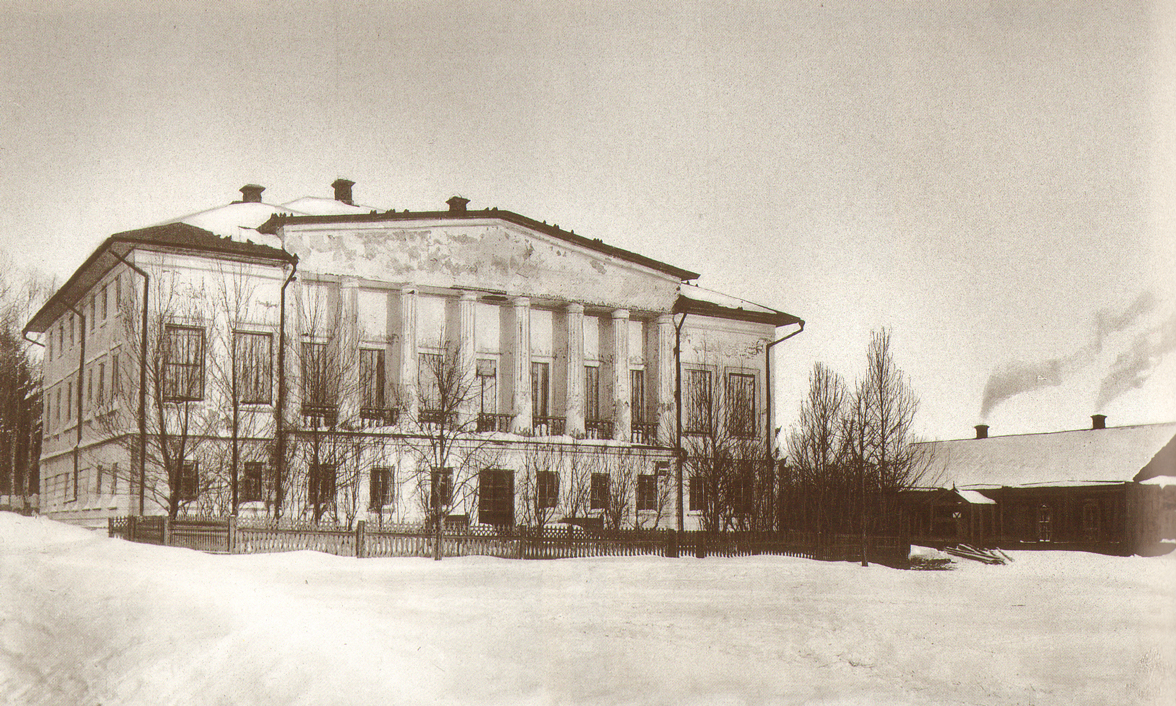
Родной дом Л. Н. Толстого, перевезённый в Долгое из Ясной Поляны в 1854 году.

Своё название село Долгое получило от урочища, при котором оно находится.
Существует предположительно с XVII века.
На территории села расположена церковь Воскресения Христова 1768 года основания.
Село известно тем, что родной дом Л. Н. Толстого из Ясной Поляны в 1854 году был продан и перевезён по распоряжению писателя из Ясной Поляны в село Долгое Крапивенского уезда Тульской губернии, принадлежавшее помещику П. М. Горохову. В 1897 году писатель посещал село с целью выкупа дома, однако из-за ветхого состояния он был признан нетранспортабельным. Сломан в 1913 году.
В урочище рядом с селом находится родник, святой источник иконы Богородицы Всех Скорбящих Радость (координаты 53°57’58"N,37°47’8"E).
К селу Долгое примерно в один и тот же исторический период имели отношение самые видные и знаменитые купеческие фамилии Тульской губернии, такие как братья Ливенцевы и госпожа Булаева. Братья Ливенцевы выстроили церковь Воскресения Христова после её пожара. На проценты от капитала Булаевой содержалась церковно приходская школа в селе Долгое.